# Шелоб

Шелоб в фильме «Властелин колец: Возвращение короля»

Ше́лоб (англ. Shelob; в некоторых переводах — Шелоба) — в легендариуме Дж. Р. Р. Толкина гигантская паучиха, потомок Унголиант и тех пауков, которые обитали в ущелье
Нан-Дунгортеб на севере Белерианда.

## Происхождение имени
По словам Толкина, «Шелоб — слово английского происхождения… означающее „она“ (she) + „паук“ (lob) = „паучиха“. Это слово является переводом эльфийского унгол — „паук“». Толкин предлагает считать это слово орочьим и не переводить его.

## Происхождение и появление Шелоб в Средиземье
В Первую Эпоху Шелоб обитала в Нан-Дунгортеб. Когда же на земли Белерианда обрушились уничтожившие эльфийские земли катаклизмы Войны Гнева, ей каким-то образом удалось избежать гибели и перебраться в Средиземье, где она обосновалась в горах Эфель-Дуат на западной границе Мордора.
Шелоб устроила своё логово в подземном переходе на перевале Кирит Унгол (в переводе с синдарина — «паучий перевал»), располагавшемся высоко над крепостью Минас Итиль, и с тех пор никто не мог попасть в Мордор этой дорогой. Судя по словам Фарамира, неизвестный ужас (источником которого была Шелоб) поселился в Кирит Унголе ещё до того, как назгулы захватили цитадель Минас Итиль (превратив её в Минас Моргул) и укрепления на перевале, ведущем в Мордор:

— Доподлинно ничего не известно, — ответил Фарамир. — Мы, люди Гондора, давно уже не бываем за Южным Трактом, не говоря уже о Горах Мрака. Мы знаем о них только из древних легенд и сказок, переданных нам стариками. Но все легенды сходятся на том, что на перевале над Минас Моргулом обитает неведомый ужас. При имени Кирит Унгол старцы и знатоки преданий бледнеют и умолкают.
— Властелин Колец. Две крепости. Книга 4, глава 6 «Запретное озеро» (перевод Марии Каменкович, Валерия Каррика)

…Как Шелоб попала сюда, в пещеру, не говорит ни одна легенда, ибо немногие предания Чёрных Лет дошли до нашего времени. Но с тех пор она, та, что была здесь прежде Саурона и прежде того, как заложен был первый камень Барад-дура, неизменно пребывала здесь.
— Властелин Колец. Две крепости. Книга 4, глава 9 «Логово Шелоб» (перевод Марии Каменкович, Валерия Каррика)
Шелоб жила в кромешной темноте, ибо она была детищем тьмы и всякий свет был пагубен для неё. Этим воспользовался Сэм, отогнав её сиянием фиала Галадриэль.
Особой жизненной цели у Шелоб не было, за исключением пожирания всего, что попадается в её паутину, и стремления разрастаться всё больше и больше. Она любила только себя и свою плоть, а всех остальных, даже Саурона, презирала и ненавидела. Сам Тёмный Властелин отлично знал о ней, и она была полезна ему тем, что сторожила Кирит Унгол; кроме того, ему была приятна её ненависть ко всему живому.
В основном пищей ей служили орки Саурона, постоянно попадавшиеся в её паутину. И хотя они всё время проделывали обходные пути, Шелоб находила эти проходы и расставляла в них свои сети.
Паутина Шелоб была очень липкой и прочной, и разрубить её могло лишь эльфийское оружие.

## Шелоб в событиях Войны Кольца
Около 3000 года Третьей Эпохи Шелоб встретилась с Голлумом, выпущенным из Барад-Дура на поиски Кольца Всевластья.

Несколько лет назад с ней встретился Голлум-Смеагол, превеликий лазун по всем чёрным захолустьям, и тогда, во дни былые, он поклонился ей, и преклонился перед ней, и напитался отравой её злобы на все свои странствия, став недоступен свету и раскаянию. И он пообещал доставлять ей жертвы.
— Властелин Колец. Две крепости. Книга 4, глава 9 «Логово Шелоб» (перевод Владимира Муравьёва)
В 3019 году Т. Э. Голлум, намереваясь втёмную воспользоваться Шелоб как непобедимым оружием, привёл к ней хоббитов Фродо и Сэма, направлявшихся к вулкану Ородруин, чтобы уничтожить Кольцо Всевластья. Шелоб удалось ужалить и схватить Фродо, но его выручил Сэм, которому удалось — впервые за многие века! — не только серьёзно ранить чудовище эльфийским клинком своего хозяина, но и обратить её в бегство.
Звуки агонии раненой Шелоб, уползшей в своё логово, слышит Сэм, надев Кольцо. Это последнее упоминание о ней в трилогии. Позже, после падения Мордора, по приказу короля Элессара крепость Минас Моргул и укрепления Кирит Унгола были разрушены до основания, но гигантская паучиха так и не была найдена.